# Protokooperation
Protokooperation (von griechisch protos = vorderster, erster und lateinisch cooperatio = Mitwirkung) bezeichnet in der Ökologie die lockerste Form einer Symbiose, also einer Beziehung zwischen Individuen unterschiedlicher Arten. Dabei ziehen beide Arten einen Nutzen aus der Beziehung zum Kooperationspartner. Für beide Arten ist diese „Kooperation“ aber nicht zwingend, das heißt, sie sind auch ohne Protokooperation überlebensfähig.
Der Ausdruck Protokooperation wird außerhalb der Mikrobiologie für das beschriebene Phänomen eher selten und unregelmäßig gebraucht. Ersatzweise wird im selben Sinn oft von "Allianz" gesprochen, meist werden entsprechende Fälle aber einfach als Mutualismus bezeichnet.
Ein auch landwirtschaftlich relevantes Beispiel für eine Protokooperation ist die Beziehung zwischen Hummeln und Rotklee sowie Ackerbohnen: Hummeln tragen wesentlich zur Befruchtung dieser Feldfrüchte bei (steigern also deren Vermehrungschancen), gleichzeitig dient der Pollen ihrer Ernährung. Sowohl die Tiere als auch die Pflanzen können aber auch auf sich allein gestellt überleben, da Hummeln noch andere Futterquellen haben und auch die Pflanzen durch andere Arten bestäubt werden können.
Protokooperationen unter Beteiligung von Vogelarten umfassen z. B.
- Madenhacker, Krokodilwächter, Klein-Grundfink (Geospiza fuliginosa) und andere „Putzervögel“, die, manchmal nur sehr gelegentlich, Parasiten von Wirbeltieren absammeln[1].
- Decken-Toko und Östlicher Gelbschnabeltoko kooperieren mit Helogale parvula undulata, einer Unterart der Südlichen Zwergmanguste. Die beiden Toko-Arten fangen die Insekten (insbesondere Heuschrecken), die diese in Gruppen lebenden Mangusten bei ihrer Nahrungssuche aufscheuchen. Die Zwergmangusten profitieren von dieser Protokooperation, weil beide Tokos vor Beutegreifern aus der Luft warnen. Die Zwergmangusten warten mit dem Beginn ihres Beutezuges auf den Toko. Auch der Östliche Gelbschnabeltoko zeigt spezifische Verhaltensweisen, um den Zwergmangusten seine Bereitschaft zur Kooperation anzuzeigen.[2]
- Ein weiteres Beispiel wurde z. B. zwischen einer Maulwurfsgrillen-Art und einem nematoden-pathogenen Pilz beschrieben, wobei die Grille den Pilz verbreitet, der auch sie selbst vor Nematoden-Infektion schützt[3].